# Pierre-Théodore Verhaegen
Pierre-Théodore Verhaegen (Brussel, 21 augustus 1796 - 8 december 1862) was een Belgische advocaat, politicus en stichter van de Université libre de Bruxelles.
Hij behaalde zijn diploma van licentiaat in de rechten in de École de Droit in Brussel.

## Levensloop
De moedertaal van Verhaegen was het Brabants dialect; zijn cultuurtaal het Frans, de taal van de hogere kringen in het Brussel van toen.
Hij was lid van de in 1805 gestichte loge l'Espérance. Deze loge had toen de prins en latere koning Willem II als achtbare meester. Zijn relatie met de prins zorgde er wellicht voor dat hij benoemd werd tot burgemeester van Watermaal-Bosvoorde, een ambt dat hij vervulde van 1825 tot 1842.
Verhaegen nam geen deel aan de revolutie tegen Willem I in 1830. Als burgemeester zorgde hij ervoor dat het in Bosvoorde rustig bleef. Maar nadat de Belgische staat definitief gesticht was, begreep hij dat het orangisme geen toekomst had en koos hij de kant van de Belgische liberalen. Hij was volksvertegenwoordiger vanaf 1837. Hij was voorzitter van de Kamer van volksvertegenwoordigers van 28 juni 1848 tot 28 september 1852 en van 17 december 1857 tot juni 1859.
Als grootmeester van het Grootoosten van België hemelde Verhaegen de weldaden van de vrijmetselarij op en bekritiseerde de Rooms-Katholieke Kerk. Hij was nochtans zelf lange tijd kerkelijk. Hij liet in Bosvoorde een eerste kerk bouwen (1827-1833) en een tweede rond 1840.
Hij brak later wel met de traditie dat de begrafenissen tot het exclusieve terrein van de kerk behoorden. Zijn burgerlijke begrafenis werd een liberaal-maçonniek evenement, dat de katholieken als een schandaal ervoeren, en dat voor de introductie van niet-kerkelijke sociale gedragsregels belangrijk was. Hij ligt begraven op de begraafplaats van Brussel in Evere.
Zijn kleinzoon Arthur Verhaegen werd een prominent figuur in de sociaal-katholieke theorie en actie van de late 19de eeuw. De meeste nazaten van Verhaegen waren praktiserende katholieken.
Jaarlijks vieren de Brusselse VUB en ULB studenten op 20 november – de stichtingsdatum van de ULB – met een optocht door Brussel het feest van Sint-Verhaegen, om hun antiklerikale held op een studentikoze wijze te herdenken.

## Familie
Pierre-Théodore Verhaegen was een zoon van Pierre Verhaegen (1767-1835), licentiaat in beide rechten, gevestigd als advocaat in Brussel en getrouwd in 1795 in Brussel met Jeanne Schuermans (1773-1853). Hij kreeg de voornamen van zijn oom en peter, kanunnik Petrus Theodorus Verhaegen (1762-1822), die in 1797 de voorlaatste rector was van de voormalige Universiteit Leuven. 
Hij trouwde in 1819 in Brussel met Jeanne Barbanson (1795-1858), dochter van Jean-Baptiste Barbanson, kapitein van de Burgerwacht, voorzitter van de rechtbank van eerste aanleg in Brussel en voorzitter van de kerkfabriek van Sint-Katelijne. Ze was een zus van Jean Barbanson, advocaat, lid van het Nationaal Congres en senator. Ze kregen vijf kinderen van wie twee de volwassen leeftijd bereikten en trouwden:
- Eugène Verhaegen (1820-1878), studeerde rechten aan de Université libre de Bruxelles en behaalde het diploma van doctor in de rechten met de grootste onderscheiding toen hij pas twintig was. Hetzelfde jaar trad hij toe tot de vrijmetselaarsloge Les Amis Philanthropes. Hij stapte vanwege zijn gezondheid uit de advocatuur en was korte tijd gemeenteraadslid van Bosvoorde. Hij trouwde in 1846 in Brussel met Marie Nève (1823-1903), een intellectuele en gelovige vrouw onder wier invloed hem ertoe bracht de vrijmetselarij en de vrijzinnigheid de rug toe te keren. Het gezin ging voortaan volledig op in een katholieke, zelfs ultramontaanse geest. Ze kregen drie zoons en drie dochters.
  - Arthur Verhaegen (1847-1917), architect, gemeenteraadslid van Merelbeke, provinciaal gedeputeerde van Oost-Vlaanderen en volksvertegenwoordiger, trouwde met Claire Lammens (1849-1921), dochter van Jules Lammens, advocaat, notaris en senator. Ze kregen vier zoons en zes dochters, met afstammelingen tot heden.
  - Jean-Georges Verhaegen (1849-1875), advocaat, trouwde in 1871 in Brussel met Marie Rommel (1848-1876). Ze kregen twee dochters, met afstammelingen tot heden. Hun dochter Juliette trouwde in 1897 in Watermaal-Bosvoorde met Henri Carton de Wiart, onder meer premier.
  - Marie Verhaegen (1858-1950), trouwde in 1879 in Elsene met Jules de Burlet, advocaat, burgemeester van Nijvel, volksvertegenwoordiger, senator, minister, diplomaat, premier en minister van Staat. Ze kregen een zoon en twee dochters, met afstammelingen tot heden. Ze hertrouwde in 1904 in Brussel met Édouard Kufferath (1853-1909), verloskundige, hoogleraar en rector van de Université libre de Bruxelles.
  - Paul Verhaegen (1859-1950), Kamervoorzitter in het Hof van Cassatie, historicus en heraldicus, trouwde in 1885 in Leuze-en-Hainaut met Hélène du Roy de Blicquy (1862-1944), dochter van Oscar du Roy de Blicquy, burgemeester van Blicquy. Ze kregen drie zoons, met afstammelingen tot heden.
  - Louise Verhaegen (1863-1957), trouwde in 1886 in Watermaal-Bosvoorde met jhr. Edgar de Prelle de la Nieppe (1854-1915), conservator van het Hallepoortmuseum en het Jubelparkmuseum, zoon van jhr. Auguste de Prelle de la Nieppe, vrederechter in Nijvel. Ze kregen twee zoons en vijf dochters, met afstammelingen tot heden.
  - Jeanne Verhaegen (1864-1938), trouwde in 1900 in Watermaal-Bosvoorde met Gaston de Gerlache de Gomery (1867-1915), majoor, broer van baron Adrien de Gerlache, ontdekkingsreiziger, poolreiziger en marineofficier. Het huwelijk bleef kinderloos.
- Marie-Anne Verhaegen (1824-1907), trouwde in 1861 in Brussel met Adolphe le Hardÿ de Beaulieu (1814-1894), een geestgenoot van haar vader, provincieraadslid van Brabant, volksvertegenwoordiger en vrijmetselaar. In 1893 werd hij in de erfelijke adel opgenomen met de erfelijke titel van baron. Ze kregen een zoon, Théodore le Hardÿ de Beaulieu (1863-1941), stamvader van alle adellijke le Hardÿs, die in 1900 de erfelijke titel burggraaf kreeg.

## Standbeelden
De oprichter van de ULB werd in 1865 geëerd met een bronzen standbeeld van Willem Geefs aan de toenmalige campus in de Stuiversstraat. In 1928 verhuisde het beeld samen met de universiteit naar Solbos (Franklin Rooseveltlaan). Een tweede afgietsel siert het graf van Verhaegen in Evere.

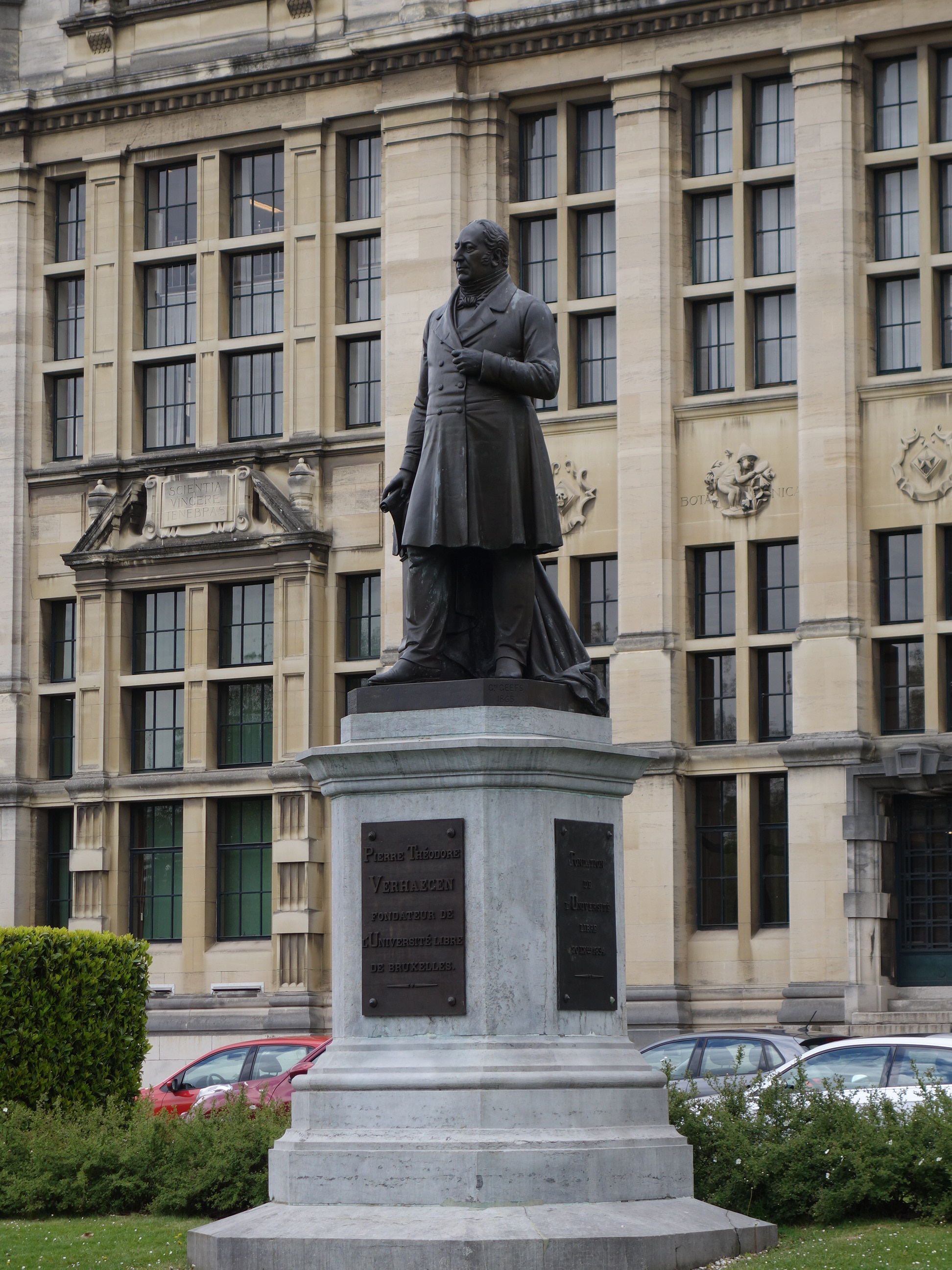
Standbeeld aan het ULB-rectoraat
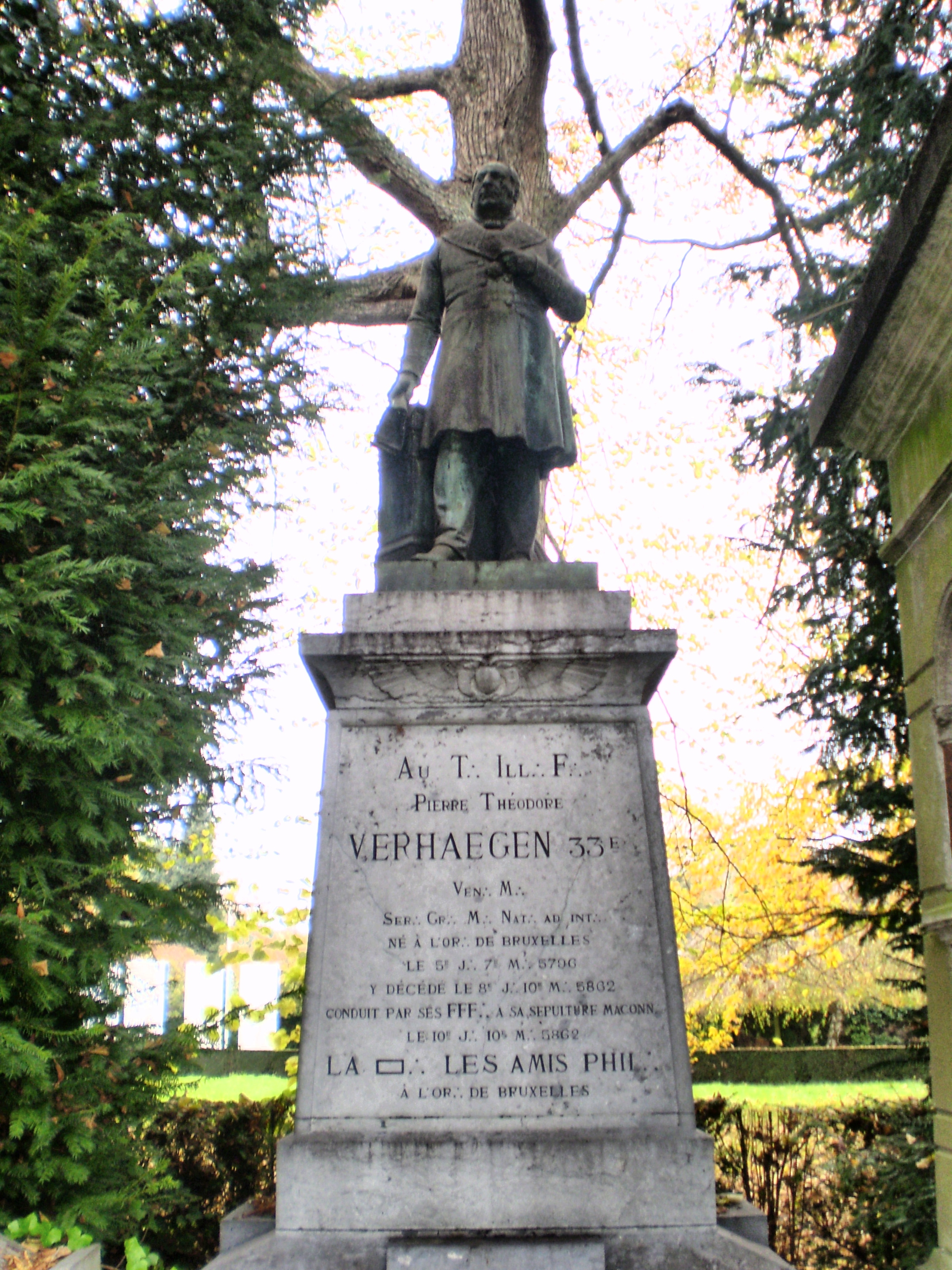
Standbeeld op het graf

## Publicaties
- Thèses pour obtenir le grade de Licencié en droit, par Pierre-Théodore Verhaegen, Brussel, 1815.
- Redevoeringen in de Kamer van volksvertegenwoordigers (1839-1859)
- Redevoeringen in de ULB (1839-1860)
- Redevoeringen in Vrijmetselaarsloges.